# Heavy Load
Heavy Load – szwedzki zespół wykonujący heavy metal, założony w Sztokholmie w 1976 przez braci bliźniaków Ragne i Styrbjörn Wahlquist'ów, a rozwiązany ostatecznie w 1987. Reaktywowany w październiku 2017.
Często zyskuje miano pierwszego szwedzkiego zespołu heavymetalowego. Debiutancki album Full Speed at High Level został nagrany w 1977 w pierwotnym składzie (bracia Wahlquist oraz Dan Molén), a wydany w 1978 roku tylko w nakładzie 1000 egzemplarzy na winylach za pośrednictwem Heavy Sound Records. Późniejsze albumy były wydawane przez wytwórnię Thunderload Records, założoną przez braci Wahlquist. Po odejściu basisty Dan'a Molén'a ukazały się dwa albumy Metal Conquest i Death or Glory nagrane z nowymi członkami Torbjörn Ragnesjö (Bas) i Eddym Malmem (Gitara). Zespół wraz z Philip'em Lynott'em nagrał singiel "Free" w 1983 roku, który później ukazał się na albumie Stronger Than Evil. W 1987 krążyła legenda, że formacja powróci przegrupowana i nagra album z byłym basistą UFO Paulem Grayem oraz gitarzystą Patrikiem Karlssonem, jednak album nigdy nie ujrzał światła dziennego. Cztery lata po ostatecznym rozłamie, został wydany album składankowy Metal Angels in Leather za pośrednictwem LaserLight Digital. Grafiki związane z zespołem często zawierają motywy z wikingami, autorstwa malarza Johan'a Holm'a.
Lata aktywności:
- 1976-1983
- 1985
- 1987
- 2017-

## Obecny skład[2]
- Styrbjörn Wahlquist – perkusja, wokal (1976-1985, 2017)
- Ragne Wahlquist – gitara, wokal, instrumenty klawiszowe (1976-1985, 2017)
- Eddy Malm - gitara, wokal (1979-1985, 2017)
- Torbjörn Ragnesjö – gitara basowa (1979–1984, 2017)

## Byli członkowie[2]
- Michael Backler - gitara basowa (1976–1977)
- Andreas Fritz – gitara basowa (1979 i 1985)
- Eero Koivisto - gitara basowa (1979)
- Leif Liljegren - gitara (1979)
- Dan Molén - gitara basowa (1978–1979)

## Dyskografia[2]

### Albumy
- Full Speed at High Level (1978)
- Metal Conquest (1981)
- Death or Glory (1982)
- Stronger Than Evil (1983)
- Metal Angels in Leather (1991; album kompilacyjny)

### Inne
- "Take Me Away" (single, 1982)
- Live (VHS, 1983)
- "Free" (single, 1983)
- "Monsters of the Night" (single, 1985)